# A Society In Which No Tear Is Shed Is Inconceivably Mediocre
O álbum é uma coletânea de demos gravadas pelo adolescente Yoñlu (cujo nome verdadeiro era Vinicius Gageiro Marques) em seu quarto, usando um computador e alguns instrumentos, todos tocados por ele.

## Antecedentes
Yoñlu sofria de depressão e estava sob internação domiciliar há dois meses quando se matou. O suicídio, explicado em uma carta deixada aos pais, foi compartilhado ao vivo com um grupo de amigos na internet, e foi assunto de uma longa matéria sobre sites que incentivam suicídios na revista Época, em fevereiro de 2008. Segundo a revista, internautas não só o incentivaram como também lhe deram conselhos sobre o melhor método: intoxicação por monóxido de carbono.
Ao todo foram encontradas 60 canções pelo pai de Vinícius, Luiz Marques, professor universitário e ex-secretário da cultura do Rio Grande do Sul, depois do suicídio do filho. Decidindo que as músicas deveriam ser ouvidas, enviou um disco com o material em 2007 para uma pequena gravadora brasileira goiana chamada Allegro Discos, que reuniu 23 faixas e lançou no mesmo ano o álbum "Yoñlu".. O CD acabou chegando ás mãos de Yale Evelev, presidente da gravadora Luaka Bop, conhecida por suas coletâneas de música brasileira e que tem em seu catálogo, álbuns de David Byrne, Tom Zé, Nouvelle Vague e Susana Baca.

## Visão Geral
As composições variam bastante. Algumas têm bases com instrumentos acústicos, outras têm trilhas eletrônicas. Elas transitam desde indie rocks singelos, baseados em violão, até bossa nova discretas. Diferente do álbum "Yoñlu", o disco americano traz canções que não estão inclusas no disco brasileiro, como uma versão de Estrela, Estrela, de Vitor Ramil, e um samba de protesto chamado Olhe por Nós, em que Yoñlu faz critica a um político gaúcho da época.
"A pergunta é pertinente", disse Evelev. "O fato de que ele não está mais conosco torna particularmente difícil a tarefa de conseguir que as pessoas ouçam esse disco".

## Recepção Critica
Thom Jurek escreveu para o AllMusic: "Esta pode ser a única gravação que ouvimos de Yoñlu, mas, como tal, é um tesouro de complexidade, mistério e arte redentora. Na verdade, esta é uma música de verdade elevada ao reino de alta arte."
Will Hodgkinson, do The Guardian, conclui sua crítica dizendo: "Sofisticado e repleto de sabedoria precoce, o único álbum de Yoñlu não é cheio de angústia adolescente, mas de reflexão, com o até mesmo o profético "Suicide" tendo um ar de terna resignação a ele."
Derek Emery do Treblezine fala que: "Mesmo através de suas canções, Vinicius Marques foi incapaz de superar a dor que sentia definir sua existência, embora ele certamente reconhecesse e admirasse o poder expressivo da música."
Mark Hudson, do The Telegraph, escreve: "Se nada entre esses fragmentos póstumos se transformar em uma grande canção, há momentos deliciosos o suficiente para sugerir a perda de um grande talento."
Robert Christgau dá ao álbum 3 estrelas e diz: "Um brasileiro de 16 anos, adepto do lo-fi, explica por que está prestes a se matar e demonstra por que não deveria, conclusivamente, eu espero ("Estrela, Estrela," "Katie Don't Be Depressed")."
Iai Emeritus, do Sputnik Music escreveu: "A Society in Which No Tear Is Shed Is Inconceivably Mediocre pode ser um pouco difícil de passar, sua produção de pico, batendo até álbuns como Pink Moon e For Emma,. Faixas como "Suicide" certamente dificultam a audição; mas o esforço vale a pena. Vinicius Gageiro Marques era um grande talento, e este álbum seria tão digno de comemoração se o seu criador estivesse vivo e bem."

## Faixas
Todas as faixas são escritas por Yoñlu, exceto "Estrela, Estrela" de Vitor Ramil.
| N.º            | Título                              | Duração |  |
| 1.             | "I Know What It’s Like"             | 3:03    |  |
| 2.             | "A Boy and a Tiger"                 | 5:45    |  |
| 3.             | "Humiliation"                       | 1:58    |  |
| 4.             | "Polyalphabetic Cipher"             | 3:58    |  |
| 5.             | "Qtip"                              | 3:34    |  |
| 6.             | "Little Kids"                       | 1:21    |  |
| 7.             | "Katie Don't Be Depressed"          | 3:43    |  |
| 8.             | "Deskjet Remix with Sabrepulse"     | 1:18    |  |
| 9.             | "Estrela, Estrela"                  | 3:21    |  |
| 10.            | "Olhe Por Nós"                      | 1:55    |  |
| 11.            | "Suicide"                           | 2:00    |  |
| 12.            | "Luana (Mecanica Celeste Aplicada)" | 3:35    |  |
| 13.            | "Phrygian"                          | 1:30    |  |
| 14.            | "Waterfall"                         | 3:54    |  |
| Duração total: | Duração total:                      | 40:55   |  |